# Senning (Gemeinde Sierndorf)
Senning ist ein Ort mit 359 Einwohnern (Stand 1. Jänner 2024) im Bezirk Korneuburg in Niederösterreich und Katastralgemeinde der Marktgemeinde Sierndorf. Er ist nicht zu verwechseln mit dem im Bezirk St. Pölten liegenden Senning der Gemeinde Kirchstetten.

## Geographie
Senning liegt im südlichen Weinviertel in Niederösterreich.

## Geschichte
Der Ort wurde schon im 8. oder 9. Jahrhundert von Sengo und seinen Leuten gegründet und später Söming und Senig genannt. Die ältesten Nennungen des Ortes waren Seggigin um etwa 1195 und Senging im Jahre 1260. 1298 wurde er erstmals urkundlich erwähnt und um 1700 Senning genannt.
Laut Adressbuch von Österreich waren im Jahr 1938 in Senning ein Binder, ein Fleischer, zwei Gastwirte, zwei Gemischtwarenhändler, zwei Marktfahrer, eine Milchgenossenschaft, eine Mühle, ein Sattler, ein Tapezierer, ein Schmied, ein Schneider, zwei Schuster, ein Tischler und mehrere Landwirte ansässig.

## Kultur und Sehenswürdigkeiten

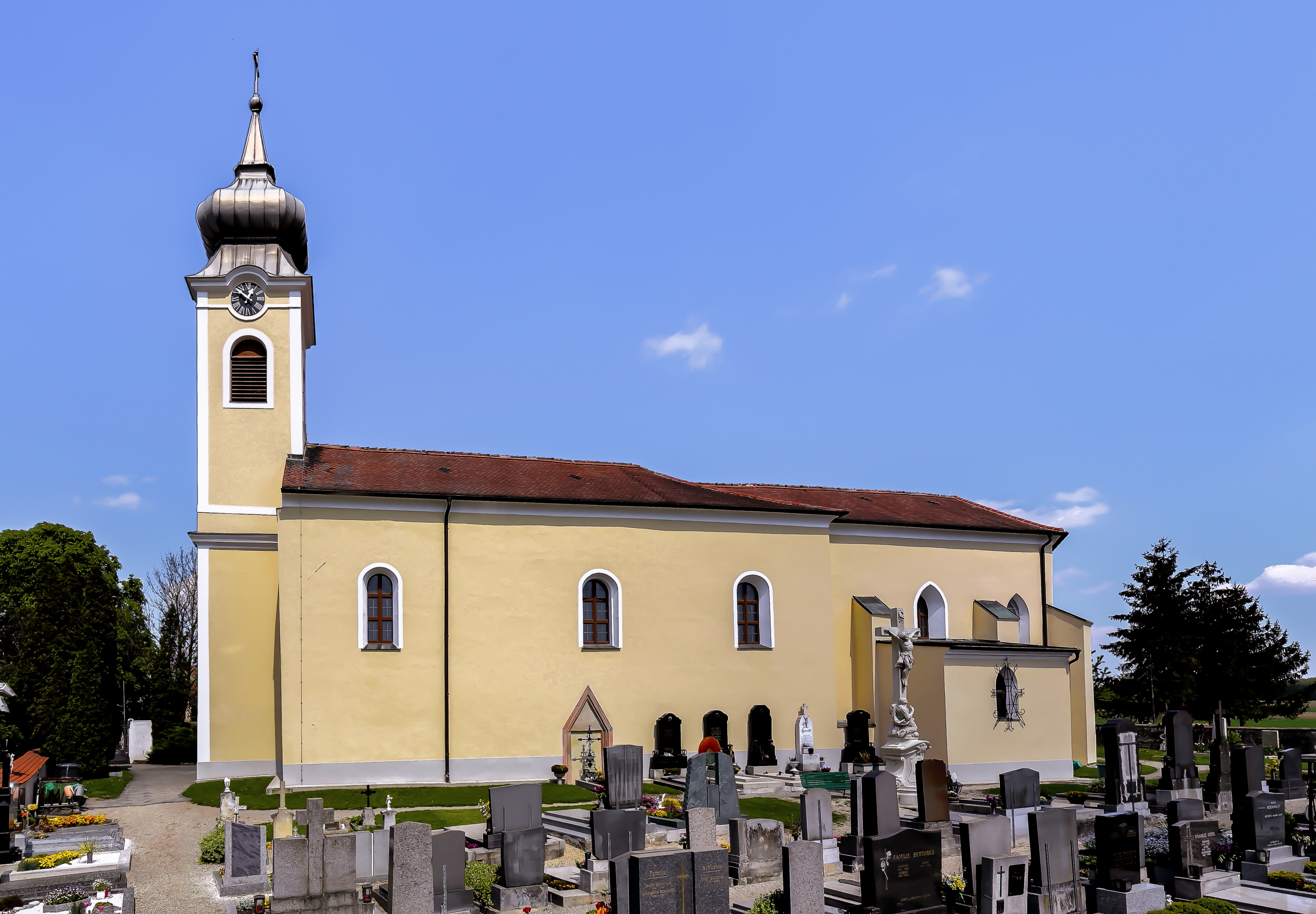
Pfarrkirche Senning

- Katholische Pfarrkirche Senning hl. Pankratius
- Ehemaliges militärisches Senninger Lager

## Wirtschaft und Infrastruktur
- Vereine: Bekannt sind die zahlreichen Vereine Sennings. Dazu zählen unter anderem Jagdhornbläser, ein Kirchenchor, eine Jungschar und die Senninger Jugend, welche verschiedene Veranstaltungen im Ort organisiert und leitet.